# Карпушин Сергій Якович
Сергі́й Я́кович Карпу́шин (нар. 1898, село Перкіно Спаського повіту Рязанської губернії, тепер Рязанської області, Російська Федерація — липень 1967, Рязанська область, Російська Федерація) — радянський партійний діяч, в.о. 2-го секретаря Західно-Казахстанського обласного комітету КП(б) Казахстану. Депутат Верховної Ради СРСР 1-го скликання (1937—1938).

## Біографія
Народився в родині селянина-бідняка. У 1911 році закінчив сільську школу в селі Перкіно Спаського повіту Рязанської губернії.
У травні 1911 — травні 1917 року — візник приватного підприємця Кротова в Санкт-Петербурзі (Петрограді).
У травні — листопаді 1917 року — рядовий 37-ї піхотної дивізії російської армії на Західному фронті. Учасник Першої світової війни.
Член РСДРП(б) з листопада 1917 по 1919 рік («механічно вибув після розгрому 2-ї стрілецької дивізії РСЧА»).
У листопаді 1917 — лютому 1918 року — голова революційного комітету, командир 10-го Північного партизанського загону 3-ї колони Сіверса на фронті проти отамана Каледіна.
У лютому 1918 — липні 1919 року — начальник батальйонної кулеметної команди 2-ї стрілецької дивізії РСЧА на Східному і Південному фронтах.
У липні 1919 — травні 1920 року — командир бронеплощадки бронепоїзду № 25 1-ї Кінної армії на Південному фронті. У травні 1920 — листопаді 1922 року — командир бронепоїзду № 25 1-ї Кінної армії на Західному і Південному фронтах.
Член РКП(б) з жовтня 1921 року.
У листопаді 1922 — жовтні 1923 року — слухач однорічної Рязанської губернської радпартшколи.
У жовтні 1923 — жовтні 1925 року — завідувач відділу агітації і пропаганди Спаського повітового комітету РКП(б) Рязанської губернії.
У жовтні 1925 — серпні 1928 року — відповідальний секретар Спаського повітового комітету ВКП(б) Рязанської губернії.
У серпні 1928 — вересні 1929 року — відповідальний секретар Рязького повітового комітету ВКП(б) Рязанської губернії.
У вересні 1929 — серпні 1930 року — завідувач селянського відділу Рязанського окружного комітету ВКП(б).
У серпні 1930 — жовтні 1932 року — слухач академії соціалістичного землеробства в Москві.
У жовтні 1932 — листопаді 1934 року — завідувач сільськогосподарського відділу Алма-Атинського обласного комітету ВКП(б).
У листопаді 1934 — липні 1936 року — секретар Кустанайського міського комітету ВКП(б).
У липні 1936 — жовтні 1937 року — 3-й секретар Кустанайського обласного комітету КП(б) Казахстану.
У жовтні 1937 — лютому 1938 року — в.о. 2-го секретаря Західно-Казахстанського обласного комітету КП(б) Казахстану.
Заарештований 7 лютого 1938 року органами УНКВС по Західно-Казахстанській області. Виключений з членів ВКП(б). Засуджений Особливою нарадою при НКВС СРСР 26 жовтня 1940 року за статтями 58-1а, 58-2, 58-8, 58-11 КК РРФСР до 8 років виправно-трудових таборів. Відбував покарання у виправно-трудових таборах НКВС СРСР Красноярського краю, працював агрономом. У серпні 1946 року звільнений з табору.
У вересні 1946 — листопаді 1950 року — агроном колгоспу «Маяк», у листопаді 1950 — листопаді 1952 року — бригадир рільничої бригади колгоспу «Красный Маяк» Спаського району Рязанської області.
У листопаді 1952 — травні 1957 року — голова колгоспу «Прогрес» села Красильниково Спаського району Рязанської області.
Реабілітований постановою Військової колегії Верховного суду СРСР 15 жовтня 1955 року. Відновлений в членах КПРС рішенням КПК при ЦК КПРС 4 травня 1956 року.
З вересня 1957 року — персональний пенсіонер республіканського значення. У вересні 1958 — квітні 1959 року — секретар партійного комітету колгоспу «Прогрес» Рязанської області. З жовтня 1962 року вибирався членом партійного бюро колгоспу «Прогрес» села Красильниково Спаського району Рязанської області.
Помер у Спаському районі Рязанської області в липні 1967 року.